# Аксоподія
Аксоподії - це вид псевдоподій, що мають ниткоподібний вигляд та стереоплазматичну решітку з  мікротрубочок, які складаються з білку. Такі вирости мають  актинопод ( наприклад, радіолярії).